# MTV Europe Music Awards de 2003
O MTV Europe Music Awards de 2003 foi a décima edição do MTV Europe Music Awards, organizado anualmente através da ViacomCBS Networks EMEAA (EMEAA). Ocorrido em 6 de novembro de 2003 na cidade de Edimburgo, Escócia, teve como o maior campeão Justin Timberlake, vencedor de três estatuetas, incluindo a de Melhor Artista Masculino. Sua apresentação ficou a cargo de Christina Aguilera, ganhadora do galardão de Melhor Artista Feminina.

## Apresentações
Lista de apresentações retiradas do PopMatters.
| Artista                                     | Canção                                 |
| Pré-show                                    | Pré-show                               |
| ------------------------------------------- | -------------------------------------- |
| Jane's Addiction                            | "True Nature"                          |
| Premiação                                   |                                        |
| Christina Aguilera                          | "Dirrty"                               |
| Beyoncé e Sean Paul                         | "Baby Boy"                             |
| Kylie Minogue                               | "Slow"                                 |
| Missy Elliott                               | "Work It" / "Pass That Dutch"          |
| The Black Eyed Peas (com Justin Timberlake) | "Where Is the Love?"                   |
| Travis                                      | "The Beautiful Occupation"             |
| The Chemical Brothers e The Flaming Lips    | "Hey Boy Hey Girl" / "The Golden Path" |
| Dido                                        | "White Flag"                           |
| Kraftwerk                                   | "Aerodynamik"                          |
| The Darkness                                | "I Believe in a Thing Called Love"     |
| The White Stripes                           | "Seven Nation Army"                    |
| Pink                                        | "Trouble                               |

## Vencedores e indicados
Lista de ganhadores (em negrito) disponibilizada pela própria MTV.
| Melhor Canção | Melhor Vídeo |
| --- | --- |
| - Beyoncé (com Jay-Z) — "Crazy in Love" - Christina Aguilera — "Beautiful" - Evanescence (com Paul McCoy) — "Bring Me to Life" - Justin Timberlake — "Cry Me a River" - Sean Paul — "Get Busy" | - Sigur Rós — "Untitled 1 (Vaka)" - Missy Elliott — "Work It" - Queens of the Stone Age — "Go with the Flow" - The White Stripes — "Seven Nation Army" - U.N.K.L.E. — "Eye for an Eye"         |
| Melhor Novo Artista | Melhor Álbum |
| - Sean Paul - Evanescence - 50 Cent - Good Charlotte - Justin Timberlake | - Justin Timberlake — Justified - Christina Aguilera — Stripped - 50 Cent — Get Rich or Die Tryin' - The White Stripes — Elephant - Robbie Williams — Escapology                               |
| Melhor Artista Feminina | Melhor Artista Masculino |
| - Christina Aguilera - Beyoncé - Madonna - Kylie Minogue - Pink | - Justin Timberlake - Eminem - Sean Paul - Robbie Williams - Craig David |
| Melhor Banda | Free Your Mind |
| - Coldplay - Evanescence - Metallica - The White Stripes - Radiohead | - Aung San Suu Kyi |
| Melhor Artista Pop | Melhor Artista Dance |
| - Justin Timberlake - Christina Aguilera - Kylie Minogue - Robbie Williams - Pink | - Panjabi MC - The Chemical Brothers - Junior Senior - Moby - Paul Oakenfold |
| Melhor Artista Rock | Melhor Artista Hip-Hop |
| - The White Stripes - Good Charlotte - Red Hot Chilli Peppers - Metallica - Linkin Park | - Eminem - Missy Elliott - Nelly - 50 Cent - Jay-Z |
| Melhor Artista R&B | Melhor Site de Artista |
| - Beyoncé - Jennifer Lopez - Ashanti - Craig David - Mary J. Blige | - Goldfrapp (www.goldfrapp.co.uk) - Junior Senior (www.juniorsenior.com) - Madonna (http://www.madonna.com) - Marilyn Manson (www.marilynmanson.com) - Queens of the Stone Age (www.qotsa.com) |
| Melhor Artista Holandês | Melhor Artista Francês |
| - Tiësto - Junkie XL - Beef - BLØF - Kane | - Kyo - Bob Sinclair - Jenifer - One-T - Berenice |
| Melhor Artista Alemão | Melhor Artista Italiano |
| - Die Ärzte - Guano Apes - Xavier Naidoo - Wir sind Helden - Seeed | - Gemelli Diversi - Carmen Consoli - Negrita - Tiromancino - Le Vibrazioni |
| Melhor Artista Nórdico | Melhor Artista Polonês |
| - The Rasmus - Junior Senior - Kashmir - Outlandish - The Cardigans | - Myslovitz - Blue Café - Smolik - Cool Kids of Death - Peja |
| Melhor Artista Português | Melhor Artista Romeno |
| - Blind Zero - Blasted Mechanism - Primitive Reason - David Fonseca - Fonzie | - AB4 - O-Zone - Paraziții - Voltaj - Andra vs Tiger One |
| Melhor Artista Russo | Melhor Artista Espanhol |
| - Glukoza - t.A.T.u - Leningrad - Splean - Diskoteka Avariya | - El Canto Del Loco - Jarabe de Palo - La Oreja de Van Gogh - Alejandro Sanz - Las Niñas |
| Melhor Artista - Reino Unido ou Irlanda | |
| - The Darkness - The Coral - Funeral for a Friend - The Libertines - The Thrills | |